# Temporada 1978-1979 del FC Barcelona
Les dades més destacades de la temporada 1978-1979 del Futbol Club Barcelona són les següents:

## 1979
- 16 maig -  El Barça guanya la seva primera Recopa d'Europa de futbol a Basilea davant el Fortuna Düsseldorf alemany per 4-3 en un partit vibrant i emocionant que requereix pròrroga per decidir el campió. Tente Sánchez, Asensi, Krankl i Rexach marquen pel conjunt blaugrana que desplaça més de 25.000 seguidors.

## Plantilla[1][2]
| Porters - Pedro María Artola - Pere Valentí Mora | Defenses - Antoni Olmo - Miguel Bernardo Migueli - Rafael Zuviría - Jesús Antonio de la Cruz - José Joaquín Albaladejo - Enrique Álvarez Costas - José Antonio Ramos - Manolo Martínez - Juanjo Enríquez | Centrecampistes - Juan Manuel Asensi - Johan Neeskens - Josep Vicenç Sánchez - Francisco Martínez - Félix Palomares - Isidre Tarrés - Joan Vilà - José Cirilo Macizo - Alfredo Amarillo - Juan Pérez Contreras | Davanters - Johann Krankl - Carles Rexach - Francisco José Carrasco - Juan Carlos Heredia - Esteban Vigo - Williams Silvio Modesto Bio - Francisco Fortes - Manuel Clares - Miquel Mir |

## Resultats
| PARTITS |
| --- |
| 30-07-78. TROFEU 700 ANYS INDEPENDENCIA ANDORRA-BARCELONA 0-2 3-08-78. TROFEU COSTA BRAVA GIRONA-BARCELONA 0-4 5-08-78. TROFEU COSTA BRAVA BARCELONA-BETIS 0-0 /5-4/ penals 8-08-78. AMISTÓS BEZIERS-BARCELONA 2-2 10-08-78. AMISTÓS TARRAGONA-BARCELONA 1-2 13-08-78. AMISTÓS BASTIA-BARCELONA 0-0 LLANCAR UNA MONEDA 15-08-78. AMISTÓS LLEIDA-BARCELONA 0-3 18-08-78 . "FESTA D'ELIG" d'Elche ELCHE-BARCELONA 1-1 /4-3/ PENALS 22-08-78 . "JOAN GAMPER" BARCELONA-RAPID VIENA 0-1 23-08-78 . "JOAN GAMPER" BARCELONA-BOTAFOGO 3-2 26-08-78. AMISTÓS TARRASSA-BARCELONA 0-1 29-08-78. AMISTÓS GRANOLLERS-BARCELONA 2-3 03-09-78. LLIGA BARCELONA-SANTANDER 1-0 9-09-78. LLIGA VALENCIA-BARCELONA 2-1 13-09-78. RECOPA BARCELONA-CHAKHTER DONETZ 3-0 16-09-78. LLIGA BARCELONA-SALAMANCA 3-0 23-09-78. LLIGA REAL MADRID-BARCELONA 3-1 27-09-78. RECOPA CHAKTER DONETZ-BARCELONA 1-1 1-10-78. AMISTÓS BARCELONA-OS BELENENSES 8-0 8-10-78. LLIGA HERCULES-BARCELONA 0-2 14-10-78. LLIGA BARCELONA-LAS PALMAS 4-0 18-10-78. RECOPA ANDERLECHT-BARCELONA 3-0 22-10-78. LLIGA ATHLETIC BILBAO-BARCELONA 3-1 28-10-78. LLIGA BARCELONA-BURGOS 2-0 01-11-78. RECOPA BARCELONA-ANDERLECHT 3-0 /4-1/ PENALS 05-11-78. LLIGA REC. HUELVA-BARCELONA 0-0 19-11-78. LLIGA BARCELONA-CELTA 6-0 26-11-78. LLIGA SPORTING-BARCELONA 3-1 03-12-78. LLIGA BARCELONA-ATLETICO DE MADRID 2-4 17-12-78. LLIGA ESPANYOL-BARCELONA 0-2 30-12-78. LLIGA BARCELONA-ZARAGOZA 5-0 7-01-79. LLIGA REAL SOCIEDAD-BARCELONA 2-0 14-01-79. LLIGA BARCELONA-RAYO VALLECANO 9-0 21-01-79. LLIGA SEVILLA-BARCELONA 1-1 28-01-79. LLIGA SANTANDER-BARCELONA 2-1 31-01-79. AMISTÓS BARCELONA-TWENTE ENSCHEDE 1-2 4-02-79. LLIGA BARCELONA-VALENCIA 1-1 11-02-79. LLIGA SALAMANCA-BARCELONA 1-0 17-02-79. LLIGA BARCELONA-REAL MADRID 2-0 24-02-79. LLIGA BARCELONA-HERCULES 3-0 28-02-79. COPA DEL REI BARCELONA-VALENCIA 4-1 7-03-79. RECOPA IPSWICH TOWN-BARCELONA 2-1 11-03-79. LLIGA LAS PALMAS-BARCELONA 2-1 17-03-79. LLIGA BARCELONA-ATHLETIC BILBAO 4-3 21-03-79. RECOPA BARCELONA-IPSWICH TOWN 1-0 25-03-79. LLIGA BURGOS-BARCELONA 1-0 7-04-79. LLIGA BARCELONA-RECREATIVO HUELVA 2-0 11-04-79. RECOPA BARCELONA-BEVEREN 1-0 15-04-79. LLIGA CELTA DE VIGO-BARCELONA 2-1 18-04-79. COPA DEL REI VALENCIA-BARCELONA 4-0 21-04-79. LLIGA BARCELONA-SPORTING 6-0 25-04-79. RECOPA BEVEREN-BARCELONA 0-1 29-04-79. LLIGA ATLETICO DE MADRID-BARCELONA 1-1 05-05-79. LLIGA BARCELONA-ESPANYOL 2-1 12-05-79. LLIGA ZARAGOZA-BARCELONA 1-1 16-05-79. RECOPA BARCELONA-FORTUNA DUSSELDORF 4-3 20-05-79. LLIGA BARCELONA-REAL SOCIEDAD 1-3 27-05-79. LLIGA RAYO VALLECANO-BARCELONA 1-1 03-06-79. LLIGA BARCELONA-SEVILLA 1-0 5-06-79. TORNEIG TOULOUSE BAYERN MUNICH-BARCELONA 0-0/1-2/ penals W/O 6-06-79. TROFEU TOULOUSE BEVEREN-BARCELONA 1-2 |